# Vox (politieke partij)
Vox is een rechts-populistische of extreemrechtse Spaanse politieke partij, opgericht eind 2013. De partij is vertegenwoordigd in het Nationale Congres en een aantal regioparlementen. Sinds maart 2022 maakt ze deel uit van de regioregering van Castilië en León, en sinds de regionale verkiezingen in mei 2023 is de partij ook opgenomen in de regeringen van onder andere de regionale regeringen van de Balearen, Valencia, Aragón en Extremadura. 

## Geschiedenis
Vox werd opgericht door enkele oud-PP'ers en slachtoffers van terreurgroep ETA. José Antonio Ortega Lara, een van de mede-oprichters, kreeg landelijke bekendheid toen hij in 1996 door de ETA werd ontvoerd. Hij werd tussen 1996 en 1997 onder erbarmelijke omstandigheden vastgehouden door de Baskische terreurbeweging. De huidige partijleider is de Bask Santiago Abascal. Hij zat tussen 2004 en 2009 in de PP-fractie van het Baskische parlement. De secretaris-generaal van de partij is de ex-commando van de Spaanse strijdkrachten Javier Ortega Smith.
Door onder andere de gebeurtenissen omtrent het onafhankelijkheidsstreven van Catalonië en de vluchtelingencrisis groeit de partij sterk.
Bij eerdere nationale en Europese verkiezingen, van 2014 tot 2016, haalde de partij geen enkele zetel, maar bij de regionale verkiezingen van Andalusië in 2018 won de partij uit het niets 12 op de 109 zetels in het regioparlement. Sindsdien gedoogt Vox een regioregering gevormd door de Partido Popular en Ciudadanos.
Vox heeft openlijk opgeroepen tot het sluiten van moskeeën en de deportatie van tienduizenden moslims uit Spanje. In 2019 eiste de leider van de partij een Reconquista, in een toespeling op de herovering van het Iberisch schiereiland op moslims tussen de elfde en de vijftiende eeuw, waarmee deze zo expliciet verwijst naar een nieuwe verdrijving van islamitische immigranten uit het land.
In februari 2022 behaalde Vox 17 zetels in het regioparlement van Castilië en León, waarna een coalitieregering werd gevormd met de Partido Popular. Vox levert de vice-premier en ook de voorzitter van het regioparlement.
Op 9 november 2023 werd Alejo Vidal-Quadras, voormalig Europees Parlementslid en medeoprichter van de partij in Madrid, met een vuurwapen in het gezicht geschoten. Hij was zwaargewond maar buiten levensgevaar.

## Europa
Vox maakte, tot wederzijds ongenoegen, vanaf 19 juni 2019 deel uit van dezelfde fractie in het Europees parlement als de N-VA: de Europese fractie van Conservatieven en Hervormers (ECR). "De standpunten van VOX staan haaks op alles wat wij vertegenwoordigen", verklaarde uittredend Europees parlementslid voor de N-VA Mark Demesmaeker hierover. Europees Parlementslid voor de N-VA Assita Kanko verklaarde in het VRT-programma De Afspraak: "Wij willen Vox niet in onze fractie en hebben ook verzet aangetekend. Maar als Vox komt, lopen wij niet weg. Wij zijn leeuwen, geen katten." Hermann Tertsch, een van de Europese Parlementsleden van Vox, verklaarde aan de VRT dat zijn partij liever had gehad dat de N-VA geen deel uitmaakte van de fractie.
Bij de parlementsverkiezingen van juni 2024 behaalde Vox zes zetels. De partij stapte over naar de nieuw gevormde radicaal-rechtse fractie Patriotten voor Europa, die voornamelijk ging bestaan uit voormalige leden van Identiteit en Democratie zoals Vlaams Belang.

## Programma
De standpunten van de partij zijn onder meer:
- Het afschaffen van de autonome gemeenschappen en de macht terugbrengen naar Madrid.
- Het verbieden van separatistische partijen.[22]
- Gibraltar terug aanhechten aan Spanje.[23]
- Het verbieden van abortus.[24]
- Het verbieden van euthanasie.[25]
- Het tegengaan van illegale immigratie en het deporteren van criminele immigranten.
- De partij is tegen de toetreding van Turkije tot de Europese Unie.[26]
- De partij is onder meer tegen wat zij noemen de "genderideologie" en de gay pride.
- De partij stelt ook voor het stierenvechten wettelijk te beschermen, als onderdeel van het Spaans cultureel erfgoed.[27][28]

## Ledental
Volgens de jaarverslagen van de partij.
| Jaar | Ledental per 31 december |
| ---- | ------------------------ |
| 2016 | 3,496                    |
| 2017 | 4,792                    |
| 2018 | 23,843                   |
| 2019 | 52,407                   |
| 2020 | 62,374                   |

## Kritiek
In een aflevering van onderzoeksprogramma Salvados van de televisiezender La Sexta in oktober 2022 komen meerdere oud-bestuurders van Vox aan het woord. Uit hun getuigenissen blijkt dat er binnen de partij een gesloten, ondemocratische cultuur zou heersen. Zo zouden de voorverkiezingen voor partijleider op schimmige wijze zijn afgeschaft, bepaalt het nationale bestuur over de invulling van kieslijsten, functies en beleid op regionaal en lokaal niveau, en worden kritieke bestuurders op een zijspoor gezet. De partij zou worden geleid als een bedrijf, en het centrale bestuur zou alle fondsen en subsidies op regionaal en lokaal niveau naar zich toe trekken, daarbij lokale afdelingen aan hun lot overlatend.